# Temnitz (Rhin)
Die Temnitz ist ein kleiner Fluss im Landkreis Ostprignitz-Ruppin. Sie entspringt bei Pfalzheim in der Gemeinde Temnitzquell, passiert westlich von Katerbow die Autobahn 24, fließt durch Walsleben und die Gemeinde Temnitztal. Sie mündet bei Zootzen rechtsseitig in den Rhin.
Der Fluss wird im Jahr 1232 („super Tymanize fluuium“) erstmals schriftlich erwähnt. Der Name leitet sich vom altpolabischen Wort *tymen- für „Sumpf, Morast“ ab.